# Lluís Ferbal Campo
Lluís Ferbal Campo (Alger, s. XIX - Barcelona, 1942) va ser un professor, arqueòleg i polític.

## Biografia
Fill de pare francès i de mare andalusa, guanyà per oposició una càtedra de francès d'institut. Destinat a l'Institut de Palma, compaginà les classes que donava a l'institut i les que impartia a l'Escola Normal (1916-1936). Publicà el manual "Lecciones de gramàtica francesa" (1908). Fou soci de l'Associació per la Cultura de Mallorca. Afeccionat a l'arqueologia, excavà la cova prehistòrica de Son Mulet (Llucmajor) juntament amb Andreu Crespí Salom. Amb coneixements de numismàtica classificà la col·lecció de monedes que adquirí l'Ajuntament de Palma i es conservà a Bellver. Publicà col·laboracions a La Nostra Terra i al Butlletí de la Societat Arqueològica Lul·liana.

## Activitat política en el republicanisme
L'arribada de la II República propicià la seva dedicació a la política. Així, en els comicis municipals repetits de maig del 1931, va esser elegit regidor de Palma pel Partit Republicà Federal de Mallorca, que aglutinà aleshores tot el republicanisme illenc. Més en concret, va esser elegit pel districte VIII (Son Espanyolet, es Camp d'en Serralta, la zona dels instituts, Son Sardina i sa Indioteria) amb 694 vots i fou el candidat més votat d'aquest districte. Formà part de la majoria municipal republicanosocialista, però aviat es desvinculà del Partit Republicà Federal, cada vegada més lerrouxista, i s'incorporà i presidí el nou Partit Republicà Democràtic Federal, creat a Palma el gener del 1932. Però tampoc no es trobà a gust en aquest partit i, un any després, impulsà la implantació del Partit Socialista Revolucionari, del qual fou delegat al "comitè nacional". La vida d'aquest partit d'extrema esquerra fou efímera, ja que pareix que el febrer del 1933 s'incorporà en l'àmbit estatal al PCE. Ferbal continuà en l'òrbita del republicanisme d'esquerres i, posteriorment, va intentar implantar, amb un altre professor de l'institut, Joan Rullan Roca, l'Esquerra Radical Socialista. L'octubre del 1934 fou suspès com a regidor arran dels Fets d'Octubre, però recuperà el seu escó el febrer del 1936. A partir de llavors acompanyà el batle de Palma Emili Darder en diversos actes públics, com l'homenatge a Francesc Villalonga o la inauguració de la cantina escolar de l'Escola Graduada de Palma. Formà part d'Esquerra Republicana Balear.

## La repressió
Arran de l'aixecament militar del 1936, fou inhabilitat per a la docència, detingut, sotmès a consell de guerra i condemnat a mort per auxili a la rebel·lió (1937). El claustre de professors i el director de l'Institut Ramon Llull sol·licitaren el novembre de 1937 la commutació de la pena de mort. Empresonat entre 1936 i 1939, va ser desterrat a Binissalem. Finalment, va ser autoritzar a marxar a Barcelona, on morí el 1942. La professora Teresa Vallejo Aranyó ha investigat la seva biografia. Des del 2009 un carrer de Palma, de la zona de sa Teulera, du el seu nom.